# U-344
| U-344                      | U-344                                                          | U-344                                                          |
| -------------------------- | -------------------------------------------------------------- | -------------------------------------------------------------- |
|                            |                                                                |                                                                |
|                            |                                                                |                                                                |
|                            |                                                                |                                                                |
| Під прапором               | Третій рейх                                                    | Третій рейх                                                    |
| Спуск на воду              | 29 січня 1943 року                                             | 29 січня 1943 року                                             |
| Виведений зі складу флоту  | 22 серпня 1944 року                                            | 22 серпня 1944 року                                            |
| Сучасний статус            | затоплений                                                     | затоплений                                                     |
| Проєкт                     |                                                                |                                                                |
| Тип ПЧ                     | Торпедний ДПЧ                                                  | Торпедний ДПЧ                                                  |
| Основні характеристики     |                                                                |                                                                |
| Швидкість (надводна)       | 17,7 вузлів                                                    | 17,7 вузлів                                                    |
| Швидкість (підводна)       | 7,6 вузлів                                                     | 7,6 вузлів                                                     |
| Робоча глибина занурення   | 100 м                                                          | 100 м                                                          |
| Гранична глибина занурення | 220 м                                                          | 220 м                                                          |
| Екіпаж                     | 44 осіб                                                        | 44 осіб                                                        |
| Розміри                    |                                                                |                                                                |
| Довжина найбільша (по КВЛ) | 67,1 м                                                         | 67,1 м                                                         |
| Ширина корпусу найб.       | 6,2 м                                                          | 6,2 м                                                          |
| Висота                     | 9,6 м                                                          | 9,6 м                                                          |
| Середня осадка (по КВЛ)    | 4,70 м                                                         | 4,70 м                                                         |
| Водотоннажність надводна   | 769 т                                                          | 769 т                                                          |
| Озброєння                  |                                                                |                                                                |
| Артилерія                  | одна палубна гармата калібру 88-мм, одна 20-мм зенітна гармата | одна палубна гармата калібру 88-мм, одна 20-мм зенітна гармата |
| Торпедно- мінне озброєння  | 4 носових і один кормовий ТА. 14 торпед                        | 4 носових і один кормовий ТА. 14 торпед                        |

U-344 — німецький підводний човен типу VIIC, часів Другої світової війни.
Замовлення на будівництво човна було віддане 20 січня 1941 року. Човен був закладений на верфі суднобудівної компанії «Nordseewerke», у Емдені 7 травня 1942 року під заводським номером 216, спущений на воду 29 січня 1943 року, 26 березня 1943 року увійшов до складу 8-ї флотилії. Також за час служби перебував у складі 3-ї та 11-ї флотилій. Єдиним командиром човна був капітан-лейтенант Ульріх Піч.
Човен зробив 3 бойових походи, в яких потопив 1 військовий корабель.
Потоплений 22 серпня 1944 року в Баренцовому морі північно-західніше Ведмежого острова (74°54′ пн. ш. 15°26′ сх. д. / 74.900° пн. ш. 15.433° сх. д.) глибинними бомбами британського бомбардувальника «Свордфіш» з ескортного авіаносця «Віндекс». Всі 50 членів екіпажу загинули.

## Потоплені та пошкоджені кораблі[3]
| Назва  | Тип  | Належність      | Дата           | Тоннаж (БРТ) | Вантаж | Статус    | Місце                                                      |
| «Кайт» | шлюп | Велика Британія | 21 серпня 1944 | 1 350        |        | потоплено | 73°01′ пн. ш. 03°57′ сх. д. / 73.017° пн. ш. 3.950° сх. д. |